# Anna Schlüter

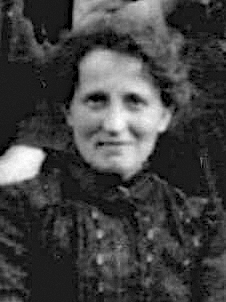
Anna Schlüter (1920)

Anna Schlüter (* 27. April 1886 in Northeim als Anna Rausch; † 30. Juli 1971 in Anderten) war eine deutsche Kommunalpolitikerin (SPD). Sie war 1919–1922 Bürgervorsteherin im Rat der Stadt Northeim.

## Leben und Wirken
Nachdem Frauen in Deutschland 1918 das Wahlrecht erhalten hatten und damit auch wählbar geworden waren, kandidierte Anna Schlüter 1919 für die SPD und wurde am 27. November 1919 die erste  linke Frau in der Stadtverordnetenversammlung Northeims. Mit ihr kam als weitere Frau Ottilie Gelpke ins Amt. 1921 benannte das Bürgervorsteherkollegium die Annastraße und die Ottilienstraße, unweit des   Northeimer Bahnhofs zwischen Göttinger Straße und Güterbahnhofstraße. Damit würdigte die Stadt die ersten aktiven Frauen nach Einführung des Frauenwahlrechts.
1922 wurde Annas Mann nach Kreiensen versetzt. Damit musste die gelernte Schneiderin Anna Ende März 1922 vorzeitig ihr Amt niederlegen.
1933 wurden die Straßen wegen politischer Untragbarkeit umbenannt. Aus der Annastraße wurde am 13. April 1933 die Elsbeth-Zander-Straße, benannt nach Elsbeth Zander (1888–1963), der Gründerin des Deutschen Frauenordens. Nach 1945 wurde die Namensänderung wieder rückgängig gemacht und bis heute beibehalten.
1971 starb Anna Schlüter im Alter von 85 Jahren. Der Opernsänger Gerd Nienstedt war Anna Schlüters Enkel.
Im Oktober 2020 erhielt das Straßenschild der Annastraße in Northeim einen Zusatz mit weiteren Informationen zur Namensgeberin.